# District de Đầm Dơi
Le comté (huyện) de Đầm Dơi (Huyện Đầm Dơi) est un district de la province de Cà Mau, au Viêt Nam. 

## Présentation
Sa superficie est de 791 km2.
Il y a 1 ville (thị trấn) (Dam Doi, chef-lieu), 12 communes rurales (xã) : Tân Thuận, Tạ An Khương Đông, Tạ An Khương Nam, Quách Phẩm Bắc, Tân Đức, Trần Phán, Tạ An Khương, Tân Duyệt, Quách Phẩm, Tân Tiến, Nguyễn Huân, Thanh Tùng.

## Démographie
La population du comté était de 178 000 habitants en 2003. La structure démographique : Kinh est prédominant.